# LHS 1815 b
LHS 1815 bとは、恒星 LHS 1815の周りを公転する太陽系外惑星である。

## 概要
LHS 1815 bは、2020年にTESSによって発見された、質量が0.0132 MJで、半径が0.09707 RJの地球型惑星（スーパーアース）である。TOI-704 bやTIC 260004324 bとも呼ばれている。
この惑星は、他のTESSが発見した惑星系の位置よりはるかに高い銀河系の構造の一つである厚い円盤の中に位置する "Thick-disk planet" としての初の発見例である。
公転周期は3.81433日、軌道長半径は 0.0404 au である。